# Кінг-Конг проти Ґодзілли
«Кінг-Конг проти Ґодзілли» (яп. キングコング対ゴジラ, кінгу конгу тай ґодзіра) — копродукційний науково-фантастичний фільм про кайдзю Японії та США 1962 року, поставлений режисером Ісіро Хондою. Це прямий сиквел фільму «Ґодзілла знову нападає» і перезапуск франшизи «Кінг-Конг». Це третій фільм про Ґодзіллу та Кінг-Конга, а також перший про них, знятий на кольорову плівку. Також це перший фільм про Оодако. Прем'єра фільму в Японії відбулася 11 серпня 1962 року; у США фільм вийшов у 1963 році.
У Японії цей фільм має найвищі касові збори з усіх фільмів про Ґодзіллу донині. Було продано 11,2 мільйона квитків. Після двох театральних перевипусків, у 1970 і 1977 роках відповідно, всього було продано 12 550 000 квитків. Збори фільму склали 352 000 000 ¥ (3 500 000 $) при бюджеті в 5 000 000 ¥ (50 000 $).

## Сюжет
Містер Тако, глава Тихоокеанських Фармацевтичних препаратів, хоче підвищити оцінки своїх препаратів. Коли доктор Сігезава говорить про велетенського монстра, якого він виявив на маленькому Острові Фараона, Тако вірить, що це була б блискуча ідея «…з ударом», щоб використати монстра для реклами своєї компанії. Тако негайно посилає двох чоловіків, Сакураї й Кінсабуро, знайти й повернути монстра з Фараона.
Тим часом американська субмарина Seahawk полонена айсбергом. Це той самий айсберг, в який Ґодзілла був заманений в пастку сімома роками раніше. Оскільки американський рятувальний вертоліт крутиться перед айсбергом, Ґодзілла вибирається до найближчої японської арктичної станції. Преса говорить, що ніхто не може зупинити Ґодзіллу і це тільки дратує Тако. Тим часом на острові Фараона, Велетенський Восьминіг нападає на село. Кінг-Конг прибуває та розправляється з твариною. Конг п'є «сік червоної ягоди» і засинає. Сакураї й Кінсабуро розміщують Конга у великий пліт і починають транспортувати його назад, в Японію. Тако шаленіє, тому що преса говорить тепер про Конга, а не про Ґодзіллу. У кімнаті з Тако один зі службовців запитує, хто сильніший — Кінг-Конг чи Ґодзілла. Інший службовець відповідає «Дурний, такого не буде»! Тако йде назад у свою кімнату й вигукує «Я здійсню цю ідею»!.
Містер Тако прибуває на судно, що транспортує Конга, але монстр пробуджується та звільняється на волю. Конг зустрічається з Ґодзіллою в долині. Тако, Сакураї й Кінсабуро спостерігають за боротьбою. Конг кидає великі камені в Ґодзіллу, але Ґодзілла б'є в нього атомним променем, так що Кінг-Конг відступає.
Військові постійно намагаються зупинити й Конга, і Ґодзіллу, але всі їхні спроби марні. Вони встановлюють електричні дроти під напругою в 1 000 000 вольтів (300 000 вольтів використовувалися в першому фільмі, але були нездатні зупинити монстра). Електрика — надто багато для Ґодзілли, але Кінг-Конга вона тільки робить сильнішим. Конг нападає на Токіо та трощить потяг. Військові висаджують в повітря капсули, повні соку ягоди з Острова Фараона й «вимикають» Кінг-Конга. Тако схвалив цей план, тому що він «…не хотів, щоб з Конгом сталося щось погане». Потім вирішують транспортувати Конга повітряними кулями до Ґодзілли, в надії, що вони боротимуться та повбивають один одного.
Наступним ранком Конга привозять до Ґодзілли й вони знову починають битися, Ґодзілла майже вбиває Конга, але по тому ударяє струм і він знову оживає. Два монстри у боротьбі скочуються в Тихий океан. Після підводної битви, тільки Кінг-Конг з'являється з води й починає повільно плисти додому до Острова Черепа.

## Кайдзю
- Ґодзілла
- Кінг-Конг
- Оодако

## У ролях
| Актор           | Роль            |
| --------------- | --------------- |
| Тадао Такасіма  | Осамю Сакураї   |
| Кендзі Сахара   | Кадзуо Фудзіта  |
| Ю Фудзікі       | Кінсабуро Фуруе |
| Ітіро Арисіма   | Тако            |
| Дзюн Тадзакіи   | генерал Сіндзьо |
| Акіхіко Хірата  | доктор Сігезава |
| Міе Хама        | Фюміко Сакюраї  |
| Акіко Вакабаясі | Таміе           |
| Сенсьо Мацумото | прем'єр-міністр |
| Харуо Накаджіма | Ґодзілла        |
| Сьоїті Хіросе   | Кінг-Конг       |

## Знімальна група
- Автори сценарію — Сін'їті Секідзава, Вілліс О'Браєн
- Режисер-постановник — Ісіро Хонда
- Продюсери — Томоюкі Танака, Джон Бек
- Оператор — Хайме Коїдзумі
- Композитор — Акіра Іфукубе
- Художники-постановники — Теруакі Абе, Такео Кіта
- Монтаж — Рейко Канеко, Петер Циннер

## Виробництво
У 1960 році Вілліс О'Браєн запропонував зняти фільм «Кінг-Конг проти Франкенштейна», де Конг боровся б проти велетенської версії монстра Франкенштейна в Сан-Франциско. Після отриманого схвалення від творця Конга Меріана К. Купера, О'Браєн узяв проєкт до RKO та перейменував — «Кінг-Конг проти Джинко», тоді вважалося, що Universal мали права, на ім'я Франкенштейна. (Насправді вони мали права лише на зовнішній вигляд монстра). О'Браєн був представлений продюсерові Джону Беку, який обіцяв студії, що зробить цей фільм. Назва була змінена на «Кінг-Конг проти Прометея», повертаючи ім'я до оригінального роману про Франкенштейна («Франкенштейн, або Сучасний Прометей»). Вартість покадрової анімації загрожувала фільму не втиснутися в межі бюджету. Після перероблення сценарію, ним зацікавилася японська студія «Toho», яка довго чекала шансу зняти фільм про Кінг-Конга й вирішували замінити Франкенштейна/Прометея на їх власного монстра Ґодзіллу. Вони думали, що це буде ідеальний спосіб відсвяткувати тридцятиріччя їхньої студії. Ні Віллісу О'Браєну, ні Меріану Куперу не заплатили за їхні внески. У 1963 році Меріан Купер спробував подати позов за використання його персонажа, але, як виявилося, він не був єдиним власником Конга, як до цього вважав, тому справа нічим не закінчилася.
Директор «Toho» Ейдзі Цубурая заявив про свій намір зробити Ґодзіллу сприйнятливою для легкої аудиторії. Цей підхід не був схвалений більшістю людей з команди зі спецефектів, які розуміли що це буде величезний крок назад для таких брендів як Ґодзілла і Кінг-Конг. Але Цубурая хотів зробити фільм, розрахований на дитячу аудиторію. Цей підхід був схвалений Toho і, врешті-решт, «Кінг-Конг проти Ґодзілли» має набагато легший тон, ніж попередні два фільми про Ґодзіллу, та містить багато гумору, а послідовність дій вийшла менше осмисленою (ніж якби це відбувалося насправді). Також фільм став першим, в якому обидва монстри вперше з'явилися в кольорі.
«Toho» планували зняти фільм на Шрі-Ланці, але цей задум не був втілений, оскільки вони закінчили платити RKO приблизно $200 000 США за права на використання Кінг-Конга. Велика частина фільму була знята на Осімі.